# Kurt Lange (General)
Kurt Lange (* 10. Juli 1925 in Gablenz, Niederschlesien; † 28. Oktober 1989 in Berlin) war ein Generalleutnant der NVA der Deutschen Demokratischen Republik (DDR).

## Leben und Wirken
Nach dem Besuch einer achtklassigen Schule erlernte er von 1937 bis 1940 den Beruf seines Vaters und wurde Bergmann.
1940 zur Wehrmacht einberufen, versah er seinen Kriegsdienst bei den Panzertruppen und war zum Zeitpunkt seiner sowjetischen Gefangennahme 1945 Feldwebel. Die Kriegsgefangenschaft in der Sowjetunion dauerte vier Jahre.
Nach Deutschland zurückgekehrt, trat er am 1. November 1949 in die Deutsche Volkspolizei der soeben entstandenen DDR ein. An der Polizeischule Zittau wurde er zum Offizier ausgebildet. Auf Grund seiner militärischen Erfahrungen wurde er dort zunächst als Zugführer, aber sehr bald als Kompaniechef eingesetzt. Von 1950 bis 1951 war er als Abteilungsleiter Panzer in dieser nunmehrigen KVP-Einheit eingesetzt. 1951 wurde er zur Teilnahme an einem Sonderlehrgang in der UdSSR ausgewählt. Dieser Lehrgang fand in Wolsk bei Saratow an der Wolga  statt. Die Teilnehmer dieser Lehrgänge waren perspektivisch für hohe und höchste Dienststellungen in den bewaffneten Organen der DDR vorgesehen. Nach seiner Rückkehr von diesem Lehrgang arbeitete Lange in der Verwaltung Ausbildung des Stabes der Kasernierten Volkspolizei (KVP), dem unmittelbaren Vorgänger der späteren Nationalen Volksarmee (NVA).
1955 wurde er als Kommandoleiter (Regimentskommandeur) und mit Gründung der NVA am 1. März 1956 als Regimentskommandeur des Panzerregimentes 6 in Drögeheide jetzt zu Torgelow eingesetzt. Die Besonderheit dieser 6. Mot-Schützendivision bestand darin, dass sie nur von 1956 bis 1958 existierte. Sie wurde danach aufgelöst. Ihre Einheiten gingen in anderen Einheiten der NVA auf.
1958 erfolgte der Einsatz von Kurt Lange als Chef Panzer im Militärbezirk V (Neubrandenburg). Noch im gleichen Jahr begann sein Studium an der höchsten militärischen Bildungseinrichtung des Warschauer Vertrages, der Akademie des Generalstabes der Streitkräfte der UdSSR „Woroschilow“ in Moskau. Zwei Jahre später, also 1960, schloss er dieses Studium mit dem Diplom als Militärwissenschaftler erfolgreich ab.
Sein Einsatz erfolgte im Anschluss an dieses Studium als Kommandeur der 9. Panzerdivision (Eggesin) im Nordosten der DDR. 1964 wurde Kurt Lange 1. Stellvertreter des Chefs des Militärbezirkes V (Neubrandenburg). Am 1. März 1966 wurde er zum Generalmajor ernannt. Von 1967 bis 1972 war Kurt Lange Chef des Militärbezirkes Neubrandenburg. Am 2. November 1970 erfolgte die Beförderung zum Generalleutnant.
Von 1972 bis 1974 war Lange dann als Vertreter der NVA beim Oberkommando der Vereinten Streitkräfte des Warschauer Vertrages (OK der VSK) in Moskau einer der Stellvertreter des Chefs des Stabes der VSK des Warschauer Vertrages.
Von 1974 bis 1983 arbeitete Kurt Lange dann als Leiter der militärischen Hauptabteilung im Ministerium für Hoch- und Fachschulwesen der DDR. Er war dort für die Ausbildung der Zivilstudenten der NVA zuständig. (Es gab Ausbildungsprofile, die an zivilen Hochschulen ausgebildet wurden und dann erst Offiziere der NVA wurden. Beispiele: Sportoffiziere wurden an der Deutschen Hochschule für Körperkultur (DHFK) in Leipzig oder Finanzoffiziere im Bereich „Militärfinanzen“ der Sektion Wirtschaftswissenschaften der Humboldt-Universität zu Berlin ausgebildet). Am 30. April 1983 wurde er aus der NVA entlassen und pensioniert.

## Auszeichnungen
- 1974 Vaterländischer Verdienstorden in Silber
- 1983 Vaterländischer Verdienstorden in Gold
- Kampforden „Für Verdienste um Volk und Vaterland“ in Gold
- Scharnhorst-Orden